# Kanton Héricourt-1
Der Kanton Héricourt-1 ist seit 2015 ein französischer Wahlkreis im Arrondissement Lure, im Département Haute-Saône und in der Region Bourgogne-Franche-Comté; sein Hauptort ist Héricourt.

## Gemeinden
Der Kanton besteht aus 15 Gemeinden und Gemeindeteilen mit insgesamt 15.574 Einwohnern (Stand: 1. Januar 2022) auf einer Gesamtfläche von 172,65 km²:
| Gemeinde                   | Einwohner 1. Januar 2022 | Fläche km² | Dichte Einw./km² | Code INSEE | Postleitzahl |
| -------------------------- | ------------------------ | ---------- | ---------------- | ---------- | ------------ |
| Brevilliers                | 628                      | 6,47       | 97               | 70096      | 70400        |
| Chagey                     | 604                      | 6,99       | 86               | 70116      | 70400        |
| Châlonvillars              | 1.253                    | 7,60       | 165              | 70117      | 70400        |
| Champagney                 | 3.674                    | 36,71      | 100              | 70120      | 70290        |
| Clairegoutte               | 348                      | 10,48      | 33               | 70157      | 70400        |
| Échavanne                  | 200                      | 3,21       | 62               | 70205      | 70400        |
| Échenans-sous-Mont-Vaudois | 578                      | 5,44       | 106              | 70206      | 70400        |
| Errevet                    | 258                      | 3,28       | 79               | 70215      | 70400        |
| Frahier-et-Chatebier       | 1.377                    | 17,39      | 79               | 70248      | 70400        |
| Frédéric-Fontaine          | 273                      | 3,48       | 78               | 70254      | 70200        |
| Héricourt                  | 2.460                    | 3,17       | 776              | 70285      | 70400        |
| Luze                       | 831                      | 10,69      | 78               | 70312      | 70400        |
| Mandrevillars              | 338                      | 3,03       | 112              | 70330      | 70400        |
| Plancher-Bas               | 1.855                    | 29,12      | 64               | 70413      | 70290        |
| Plancher-les-Mines         | 897                      | 25,59      | 35               | 70414      | 70290        |
| Kanton Héricourt-1         | 15.574                   | 172,65     | 90               | 7003       | –            |

1. ↑   Nur der nördliche Teil der Gemeinde, der Rest gehört zum Kanton Héricourt-2.

## Veränderungen im Gemeindebestand seit der landesweiten Neuordnung der Kantone
2019: Fusion Héricourt und Tavey → Héricourt